# ديفيد جاي ماكدونالد جونيور
ديفيد جاي ماكدونالد جونيور (بالإنجليزية: David J. McDonald, Jr.)‏ هو صحفي أمريكي، ولد في 1 يوليو 1939.